# Dernier ancêtre commun
Cénancêtre, DAC
Ne doit pas être confondu avec Plus petit ancêtre commun ou Premier ancêtre commun.
Pour les articles homonymes, voir DAC.
En biologie de l'évolution, le dernier ancêtre commun (DAC) à deux taxons, ou cénancêtre,, est l'espèce la plus récente qu'ils ont pour ancêtre commun. Cette espèce, le nœud de l'arbre phylogénétique à partir duquel divergent ces deux branches, est le plus souvent théorique et rarement identifiée.
Cette notion propre à l'histoire évolutive des espèces ne doit pas être confondue avec celle du dernier ancêtre commun pour des individus d'une même espèce (par exemple : des cousins).
L'exemple le plus connu de dernier ancêtre commun est le dernier ancêtre commun universel (LUCA), l'être vivant le plus récent dont tous les organismes vivant actuellement sur Terre descendent.

## Dernier ancêtre commun en tant qu'espèce

### Description
Le dernier ancêtre commun à deux lignées d'êtres vivants est une espèce qui, à un moment donné, se scinde en deux populations qui vont progressivement diverger, jusqu'à former deux espèces distinctes, puis potentiellement, si suffisamment de temps s'écoule et en l'absence d'extinctions, deux lignées évolutives distinctes.
Cette scission peut se produire en une seule génération, par exemple en cas d'isolement géographique soudain, ou sur de nombreuses générations, quand la séparation est ralentie par une succession de ré-hybridations.
Il faut généralement chez les mammifères plusieurs dizaines de milliers d'années avant que cette séparation se traduise en une divergence morphologique perceptible.
Les espèces ayant un dernier ancêtre commun récent sont phylogénétiquement plus proches que des espèces ayant un dernier ancêtre commun plus ancien. Par exemple, l'humain et le chimpanzé ont un ancêtre commun récent, tandis que l'humain et le tilleul ont un ancêtre commun ancien.

### Une entité souvent théorique

Ancêtre ou oncle ?

Le dernier ancêtre commun est une entité souvent théorique car il est difficile de trouver un fossile dont on puisse être certain qu'il soit cette entité.
En effet, si pour deux espèces A et B on trouve un fossile C qui partage des caractéristiques primitives avec ces deux espèces :
- il peut être un ancêtre de A et B, mais pas forcément le dernier si la divergence s'est produite parmi ses descendants ;
- il peut aussi avoir divergé lui-même de la lignée commune à A et B, plusieurs générations avant le dernier ancêtre effectif.

Cela ne signifie pas qu'il n'a pas existé une espèce qui soit à l'origine des deux espèces A et B, mais qu'on pourra rarement exhiber avec certitude un membre fossile de cette espèce.

## Dernier ancêtre commun en tant que population
Les recherches génétiques basées sur la comparaison de l'ADN nucléaire de différentes populations humaines actuelles suggèrent que l'humanité entière descend d'une population originelle qui aurait vécu il y a 110 000 à 120 000 ans en Afrique.
Cette estimation approximative n'est pas du même ordre que les découvertes de fossiles ou de vestiges archéologiques plus anciens attribués à l'espèce Homo sapiens, qui ne sont pas nécessairement représentatifs de la population qui forme le « dernier ancêtre commun » de l'humanité actuelle. Les plus anciens fossiles connus attribués à l'espèce Homo sapiens sont en effet datés d'environ 300 000 ans, à Djebel Irhoud, au Maroc.
De la même façon, les plus anciens Néandertaliens connus sont les fossiles de la Sima de los Huesos, en Espagne, datés de 430 000 ans. Pourtant, les échantillons d'ADN nucléaire extraits des fossiles néandertaliens d'Europe et d'Asie qui ont pu en livrer montrent une coalescence génétique bien plus récente, ce qui montre que certaines populations néandertaliennes se sont nécessairement éteintes avant d'atteindre le Pléistocène supérieur.

### Dernier ancêtre commun universel
Le dernier ancêtre commun universel (LUCA) est l'hypothétique plus récent être vivant dont tous les organismes vivant actuellement sur Terre descendent. On estime qu'il aurait vécu il y a quelque 3,5 à 3,8 milliards d'années. LUCA ne doit pas être confondu avec le premier organisme vivant : il est probable qu'il soit lui-même issu d'une lignée évolutive ayant cohabité avec d'autres formes de vie qui n'ont pas laissé de descendants connus, actuels ou fossiles.

## Dernier ancêtre commun en tant qu'individu

### Description
Il importe de ne pas confondre cette notion avec les précédentes.

Le dernier ancêtre commun à deux ou plusieurs personnes est l'individu le plus récent que ces personnes ont pour ancêtre commun, sur toutes leurs lignes d'ascendance confondues, ou bien sur une ligne d'ascendance particulière telle que la lignée agnatique ou la lignée cognatique.
Cette troisième notion ne concerne que l'homme moderne et quelques rares espèces animales domestiques disposant d'un pedigree, seuls cas où il peut être utile de distinguer des individus particuliers. Pour toutes les autres espèces, y compris les espèces humaines fossiles, les études ne descendent pas sous le niveau des populations, et ce sont donc les deux premières notions qui s'appliquent.

### Lignées agnatique et cognatique
Il existe nécessairement, pour des raisons mathématiques, un plus proche ancêtre commun agnatique de tous les hommes actuels (les femmes n'ont pas de chromosome Y), et un plus proche ancêtre commun cognatique de tous les humains actuels (les deux sexes ont des cellules à mitochondries), mais rien ne permet de dire qu'ils aient vécu à la même époque. Le différentiel de fécondité potentielle entre hommes et femmes fait que l'ancêtre commun agnatique devrait être logiquement le plus récent des deux. Par ailleurs, compte tenu des extinctions progressives de lignées, les tenants de ces deux titres ne peuvent que rajeunir au fil du temps.
Le biologiste Richard Dawkins, théoricien de l'évolution, reprenant des études spécialisées, indiquait en 2004 que l'ADN mitochondrial (hérité de la mère) et l'ADN du chromosome Y (hérité du père) montraient une coalescence remontant respectivement à 140 000 ans (Ève mitochondriale) et 60 000 ans (Adam-Y). Cependant, en 2011, le chercheur italien Fulvio Cruciani a calculé par la diversité de l'ADN du chromosome Y que le plus récent ancêtre patrilinéaire commun daterait plutôt d'environ 142 000 ans. Il faut noter toutefois que le plus récent ancêtre patrilinéaire commun à tous les hommes, sauf ceux appartenant aux haplogroupes africains A et B, l'Adam Eurasien, porteur de la mutation M168, soit environ 98 % de la population, aurait bien vécu il y a environ 60 000 ans en Afrique. Si on inclut les haplogroupes A et B (2 % de la population), dans ce cas l'ancêtre commun agnatique aurait vécu il y a environ 142 000 ans.

### Toutes ascendances confondues
Selon une étude publiée en 2005, si l'on considère toutes les lignes d'ascendance et pas seulement les lignes féminines ou masculines pures, le dernier individu ancêtre commun de tous les humains vivant aujourd'hui aurait vécu il y a entre 2 000 et 5 000 ans. D'autres modèles rapportés par une autre étude suggèrent que le dernier ancêtre commun des Européens de l'Ouest aurait vécu vers l'an 1000. Ces estimations sont basées sur des modèles mathématiques théoriques et non sur des études génétiques, et ne prennent pas en compte les petites populations isolées.